# 아르나우트 단주마
아르나우트 단주마 흐루네펠트(네덜란드어: Arnaut Danjuma Groeneveld, 1997년 1월 31일 ~ )는 네덜란드의 축구 선수이며, 현재 라리가의 발렌시아에서 공격수로 뛰고 있다.